# Piedra de Jacob

Detalle del cuadro "El sueño de Jacob" donde se puede ver la Piedra de Jacob

La Piedra de Jacob es mencionada incidentalmente en el libro bíblico del Génesis como la piedra que sirvió de almohada al patriarca hebreo Jacob en el lugar llamado más tarde Bethel. Según la Biblia, Jacob tuvo una visión mientras dormía sobre la piedra, a saber: una escalera que subía hasta la morada de Dios. Al despertar, el patriarca fundó un santuario en el lugar y la piedra fue conservada allí como un betilo; un monumento sagrado.
Según la leyenda medieval, recuperada por la corriente del israelismo británico esta piedra se identifica con la llamada piedra de Scone utilizada en la coronación de los reyes escoceses, primero, y del Reino Unido, desde el siglo XVII. Actualmente se encuentra en el Castillo de Edimburgo. 

## Contexto bíblico
Según el relato que aparece en Génesis (capítulo 28:10-22), Jacob estaba huyendo de su hermano gemelo Esaú, a quien había engañado para poder recibir la bendición de los primogénitos que era dada únicamente por el patriarca que en ese entonces era su padre Isaac. En su viaje, Jacob descansaba en una ciudad llamada Luz y utiliza un grupo de piedras a modo de almohada.
En sus sueños, entonces él vio

... una escalera que estaba apoyada en tierra, y su extremo tocaba en el cielo, y he aquí ángeles de Dios que subían y descendían por ella.
Y he aquí, Yahvé estaba sobre ella y le dijo: "Yo soy el SEÑOR, Dios de Abraham tu padre y el Dios de Isaac; la tierra en que estás acostado te la daré a ti ya tu descendencia.
También tu descendencia será como el polvo de la tierra, te extenderás hacia el oeste y el este, hacia el norte y el sur, y en ti y en tu simiente todas las familias de la tierra serán bendecidas."

Después de despertar, Jacob exclamó: "¡Cuán terrible es dormirse en este lugar que no es otra cosa que la casa de Dios, y esta es la puerta del cielo!" Posteriormente, llamó el lugar Bethel, que se traduce como "Casa de Dios". Él instaló la piedra que había dormido en un pilar, y la consagró. También hizo una promesa a Dios, en referencia a su eventual retorno.

## En la historia de Israel
Aunque la piedra de Jacob no se menciona explícitamente después de que el libro del Génesis, es probable que desempeñó un papel en Bethel funcionando como un importante centro sacro, especialmente después de la separación entre el reino de Judá, con Jerusalén como su centro político y religioso, y el reino de Israel, con Bethel y Dan como los centros religiosos.  El profeta Amos durante algún tiempo también vivió en el santuario de Bethel, que fue visto cada vez más como un símbolo nacional y religioso del cisma . En consecuencia, Bethel dejó de ser un centro religioso en el año 722, cuando el Imperio Asirio destruyó el reino del norte y Judá anexo los restos.

## Otras tradiciones
Diversas historias escocesas en torno a la Piedra de Scone indican que ha sido utilizadas tradicionalmente para las coronaciones de los reyes de Escocia en la Alta Edad Media, han identificado esta piedra con la piedra de Jacob. 
Estas historias también tiene un lugar destacado en la monarquía británica y el israelismo británico, grupo que se basa en un conjunto de creencias que consideran a la monarquía británica como el legítimo heredero de los antiguos israelitas. Desde 1308 hasta 1996, la Piedra de Scone - identificado con la piedra de Jacob - descansó en la abadía Westminster donde se corona al rey de Inglaterra pero por reclamaciones del gobierno escocés se llegó a un acuerdo para que se mantenga en el Castillo de Edimburgo, Escocia, pero se traslade siempre a la abadía de Westminster para los ritos ceremoniales de la coronación del rey inglés.